# Slavi
Slavi (en rus: Славы) és un poble de l'óblast de Sakhalín, a Rússia, el 2013 tenia 197 habitants. Pertany al districte municipal de Tímovskoie.